# Дивулье (Хорватия)
Дивулье — деревня, расположенная в Хорватии в исторической области Далмация. Находится в центральной части побережья Адриатики в 4 км восточнее от центра г. Трогир.
Население 52 человека (2021).
Около Дивулье выращивают виноград, инжир и маслины.
Деревня известна по расположенной рядом 95-й авиабазе «Дивулье». Во время войны 1991-1995 годов на ней размещались подразделения ООН.

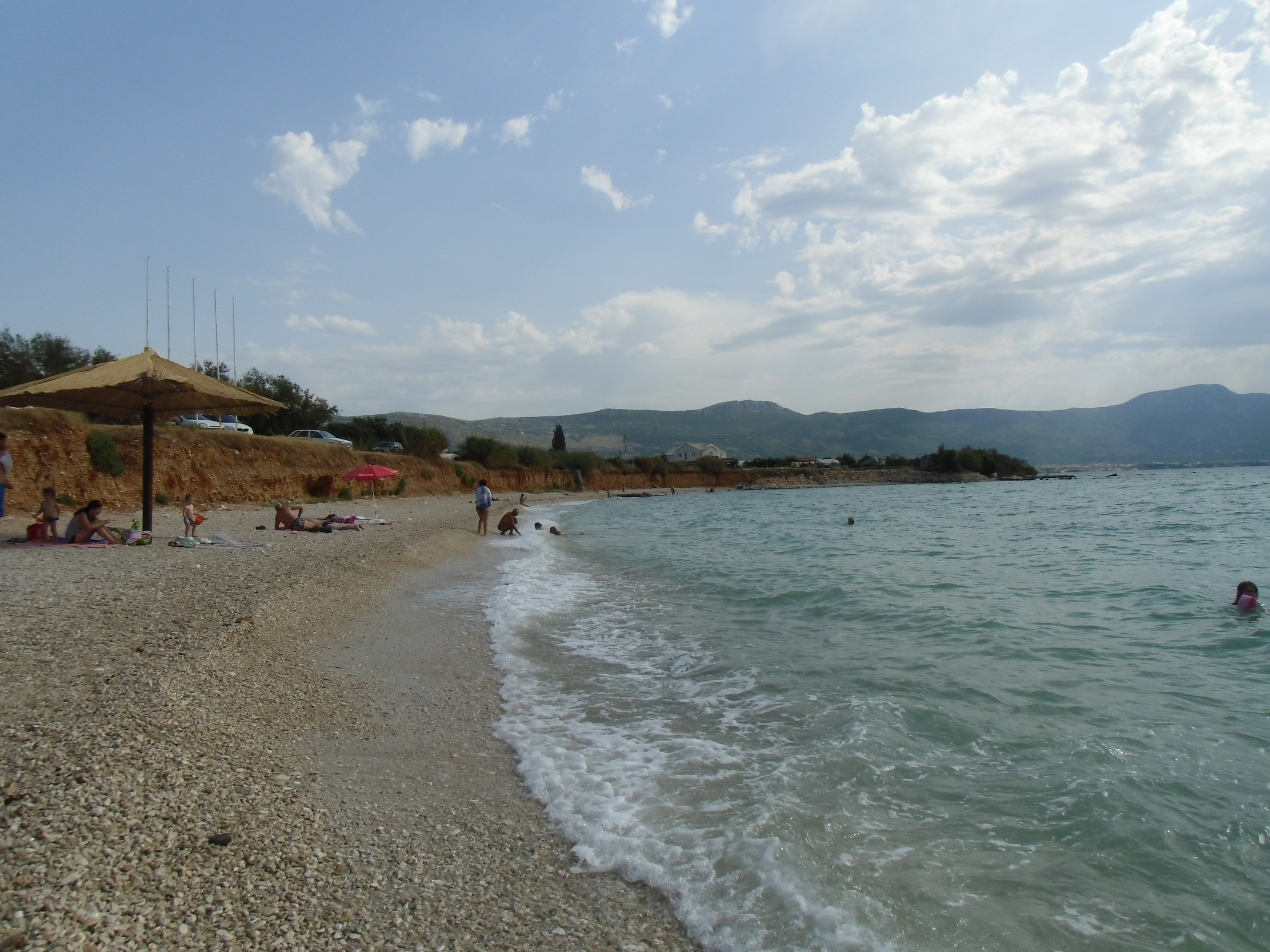
Пляж в Дивулье.

## Демография
| Статистика изменения численности населения | Статистика изменения численности населения | Статистика изменения численности населения | Статистика изменения численности населения | Статистика изменения численности населения | Статистика изменения численности населения | Статистика изменения численности населения | Статистика изменения численности населения | Статистика изменения численности населения | Статистика изменения численности населения | Статистика изменения численности населения | Статистика изменения численности населения | Статистика изменения численности населения | Статистика изменения численности населения | Статистика изменения численности населения |
| ------------------------------------------ | ------------------------------------------ | ------------------------------------------ | ------------------------------------------ | ------------------------------------------ | ------------------------------------------ | ------------------------------------------ | ------------------------------------------ | ------------------------------------------ | ------------------------------------------ | ------------------------------------------ | ------------------------------------------ | ------------------------------------------ | ------------------------------------------ | ------------------------------------------ |
| 1857                                       | 1869                                       | 1880                                       | 1890                                       | 1900                                       | 1910                                       | 1921                                       | 1931                                       | 1948                                       | 1953                                       | 1961                                       | 1971                                       | 1981                                       | 1991                                       | 2001                                       |
| 0                                          | 0                                          | 0                                          | 0                                          | 0                                          | 0                                          | 0                                          | 0                                          | 36                                         | 552                                        | 361                                        | 36                                         | 58                                         | 32                                         | 37                                         |